# Alheimer

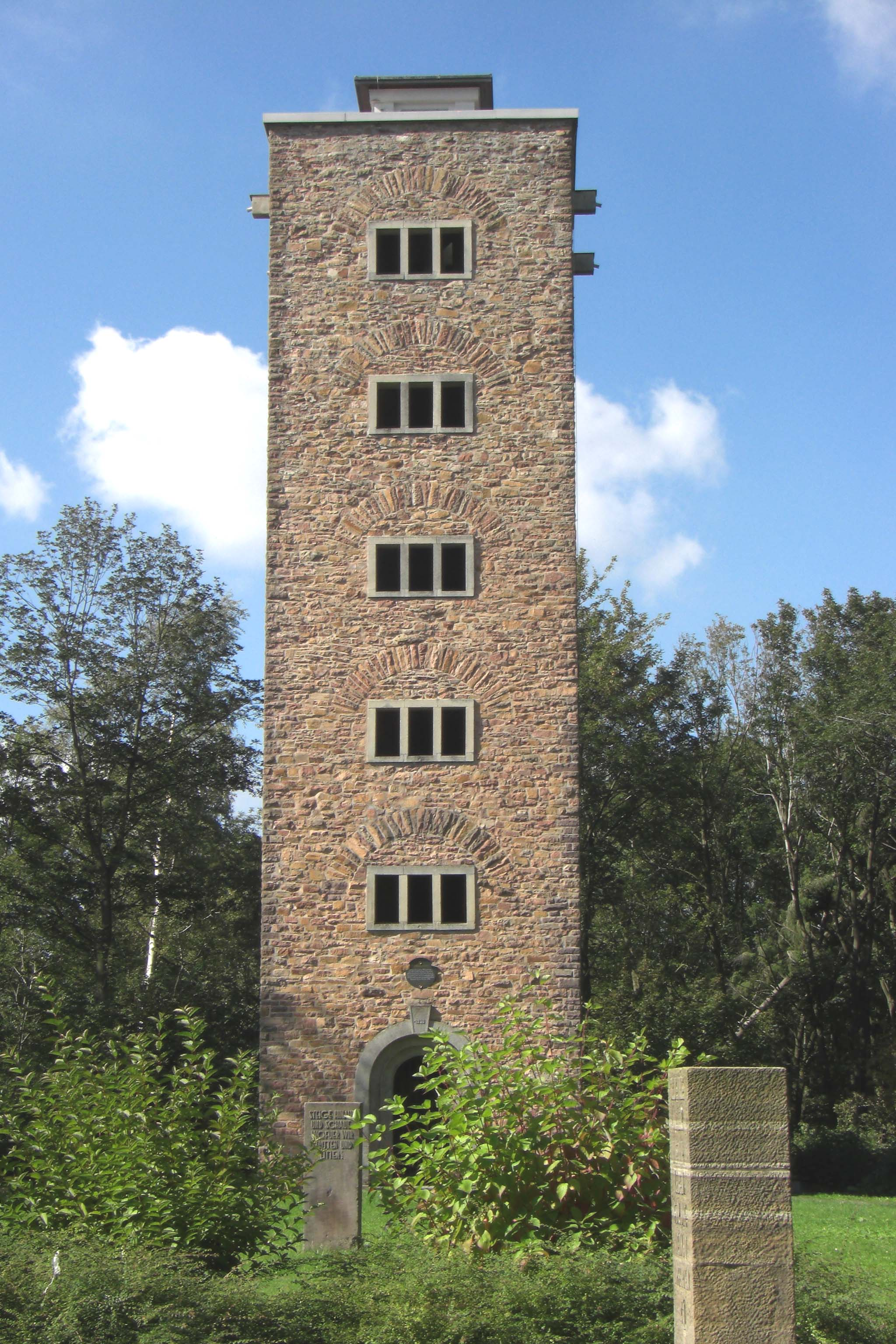
Alheimerturm

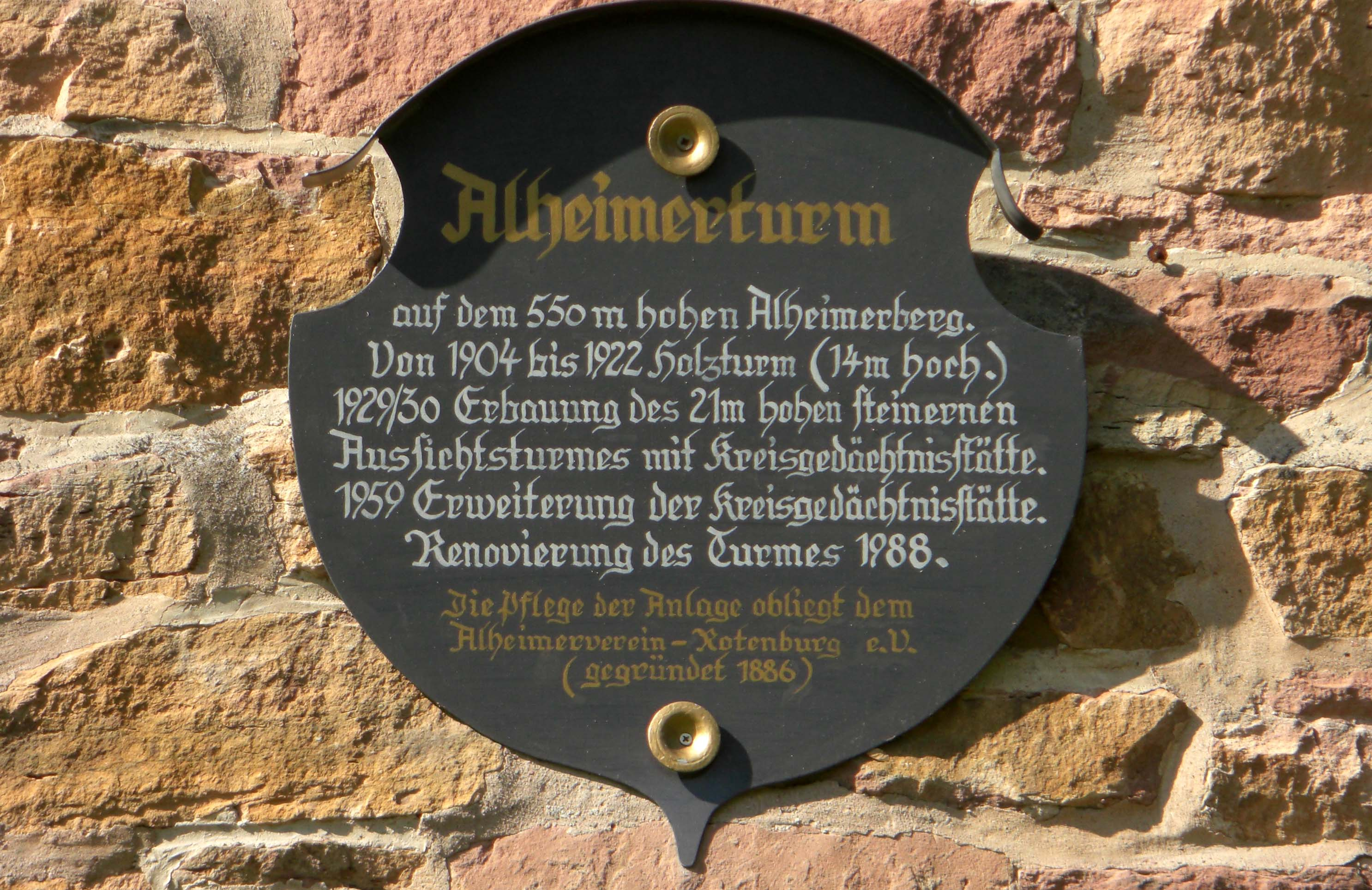
Hinweistafel am Alheimerturm

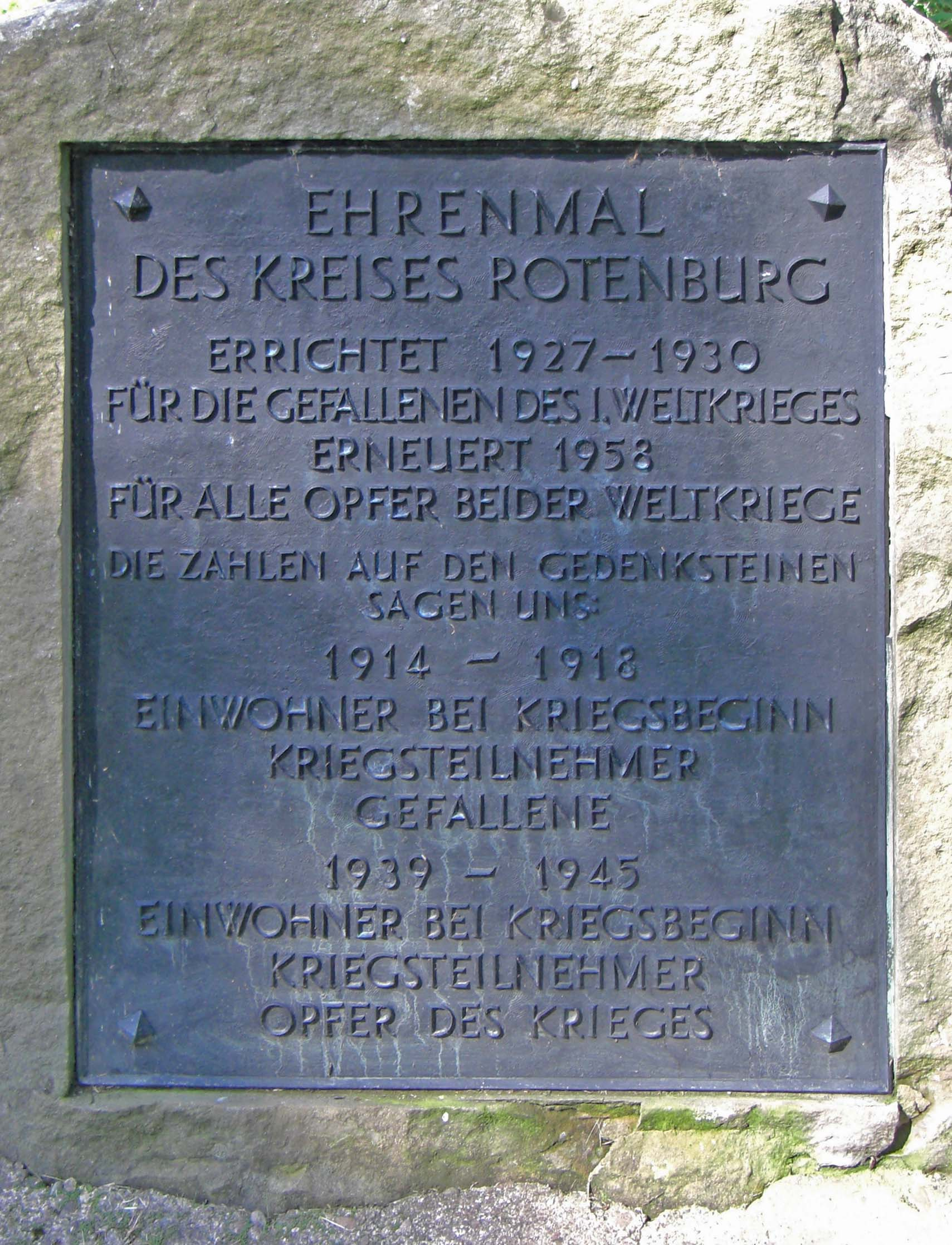
Gedenktafel

Der Alheimer nahe Rotenburg an der Fulda im hessischen Landkreis Hersfeld-Rotenburg ist mit 548,7 m ü. NHN nach dem Eisberg (583 m) der zweithöchste Berg im Stölzinger Gebirge. Auf seinem Gipfel befindet sich der Alheimerturm mit Gedenkstätte.

## Geographie

### Lage
Der Alheimer liegt im Süden des Stölzinger Gebirges. Sein Gipfel erhebt sich in der Gemarkung von Rotenburg an der Fulda, rund 4,5 km nördlich der Kernstadt. Jeweils in Nord-Süd-Richtung betrachtet liegen östlich des Berges im Tal des Haselbachs die Rotenburger Ortsteile Seifertshausen, Erkshausen und Schwarzenhasel und westlich im Tal der Gude die Alheimer Ortsteile Niedergude, Erdpenhausen und Hergershausen. Während sich die Landschaft nach Norden weiter im Stölzinger Gebirge fortsetzt, fällt sie entlang dem am Berg entspringenden Guttelsbach in Richtung Südwesten zur Fulda ab.

### Naturräumliche Zuordnung
Der Alheimer gehört in der naturräumlichen Haupteinheitengruppe Osthessisches Bergland (Nr. 35), in der Haupteinheit Fulda-Werra-Bergland (357) und in der Untereinheit Stölzinger Bergland (357.4) zum Naturraum Stolzhäuser Rücken (357.41).

## Geologie
Der Gipfelbereich des Alheimers besteht aus Gesteinen des Mittleren Buntsandsteins, das Berginnere aus solchen des Unteren Buntsandsteins.

## Namensursprung
Der Name des Berges, Alheimer, könnte von „Allmende“ abgeleitet sein, einem Gebiet, das für alle umliegenden Gemeinden der Nutzung dient. Die sich westlich des Bergs ausbreitende Gemeinde Alheim, erhielt mit der Hessischen Gemeindegebietsreform 1972 ihren Namen nach der Flurbezeichnung vom höchsten Punkt der Umgebung – dem Alheimer.
Einer Sage nach hauste vor etlichen Zeiten in dem auf dem Gipfel des Berges befindlichen landgräflichen Jagdhaus eine Rotte übelster Räuber und Tagediebe. Sie stahlen in den umliegenden Dörfern alles, was nicht niet- und nagelfest war, das Vieh von den Weiden und das Korn aus den Scheuern. Daher beschlossen die Dörfler, dem Übel ein Ende zu bereiten und das Räubernest auszuräuchern. So bestiegen sie eines Tages in aller Frühe bewaffnet mit Sensen, Dreschflegeln und Mistgabeln den Berg. Jedoch, wahrscheinlich war der Plan verraten worden. Das Nest war leer. Da entfuhr es einem der Angreifer: „Ach, die sind ja all heim!“ So soll der Berg seit diesem Tag den Namen „Alheimer“ tragen.

## Alheimerturm mit Gedenkstätte
Auf dem Alheimergipfel steht der 21 m hohe Alheimerturm. Der Aussichtsturm wurde von 1929 bis 1930 aus Stein errichtet, ist in sechs Stockwerke gegliedert und eines der Wahrzeichen des Landkreises Hersfeld-Rotenburg. Seine Aussichtsplattform liegt in 20 m Höhe (rund 569 m ü. NHN) und ist vom Berggipfel, der zu Fuß per etwas beschwerlichem Anstieg erklommen werden kann, über 111 Stufen zu erreichen.
Von dort fällt der Blick nicht nur auf das sich überwiegend nördlich des Alheimers ausbreitende Stölzinger Gebirge, sondern in Richtung Norden zum Kaufunger Wald, nach Nordnordosten und damit östlich vorbei am zum Stölzinger Gebirge gehörenden Eisberg zum Hohen Meißner, nach Nordosten zum Brocken im Harz, nach Osten zur Wartburg bei Eisenach, nach Südosten zum Thüringer Wald, nach Südsüdosten bis Süden zur Rhön, nach Südsüdwesten zum Vogelsberg, nach Südwesten zum Knüll, nach Westen zum Kellerwald mit dahinterliegendem Rothaargebirge, nach Nordwesten zum Habichtswälder Bergland bei Kassel und nach Nordnordwesten zum Melsunger Bergland.
Der Alheimerturm befindet sich innerhalb einer Kriegergedenkstätte mit mehreren Gedenksteinen für die zahlreichen im Ersten und Zweiten Weltkrieg gefallenen Soldaten und zivilen Opfer aus den Dörfern des Altkreises Rotenburg. Die gesamte Anlage mitsamt dem Aussichtsturm steht unter Denkmalschutz.

## Verkehr und Wandern
Durch das etwas südlich vom Alheimer gelegene Rotenburg an der Fulda verläuft die Bundesstraße 83. Etwa 1,5 km nordwestlich der Kernstadt, in Richtung der Gemeinde Alheim, zweigt eine überwiegend nach Nordosten etwas in das Stölzinger Gebirge verlaufende Stichstraße ab – mit Beschilderung Alheimer. Diese schmale Straße führt, das Tal der Fulda verlassend, zum Parkplatz Alheimer nahe dem Hof Guttels (Ausflugslokal). Zudem zweigt von der B 83 im östlich der Kernstadt gelegenen Rotenburger Ortsteil Lispenhausen die nordwärts durch Schwarzenhasel und Erkshausen nach Seifertshausen führende Landesstraße 3226 ab. Im zuletzt genannten Ortsteil zweigt wiederum die erste Straße nach Westen zu einem weiteren Parkplatz namens Alheimer ab. Zum Beispiel vom jeweiligen Ende beider Stichstraßen kann der Berg erwandert werden.